# Launceston Elliot

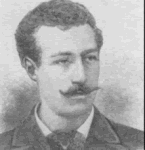
Launceston Elliot

Launceston Elliot (* 9. Juni 1874 in Bombay; † 8. August 1930 in Melbourne, Australien) war ein schottischer Sportler.

## Leben
Elliot stammte aus einer Beamtenfamilie, die viele hohe Positionen im britischen Empire innehatte. Sein Urgroßvater war Gouverneur von Madras, sein Großvater Charles Elliot Gouverneur von Sankt Helena. Er selbst wurde in Indien geboren, wo sein Vater Gilbert Wray Elliot Richter war.
Elliot gewann bei den ersten Olympischen Spielen der Neuzeit 1896 in Athen den Wettbewerb im einarmigen Gewichtheben. Er war damit der erste schottische Olympiasieger. Im beidarmigen Gewichtheben wurde er Zweiter hinter dem Dänen Viggo Jensen. Außerdem nahm er am Ringen (Platz 4), Hangeln (Platz 5) und in der Leichtathletik teil. Er ging auch bei den Spielen in Paris vier Jahre später an den Start, konnte aber lediglich den elften Platz im Diskuswurf erringen.

## Ehrung
2020 wurde Launceston Elliot in die Scottish Sports Hall of Fame aufgenommen.